# Trechus conformis
Trechus conformis är en skalbaggsart som beskrevs av René Gabriel Jeannel. Trechus conformis ingår i släktet Trechus och familjen jordlöpare. Inga underarter finns listade i Catalogue of Life.